# Sefi Atta

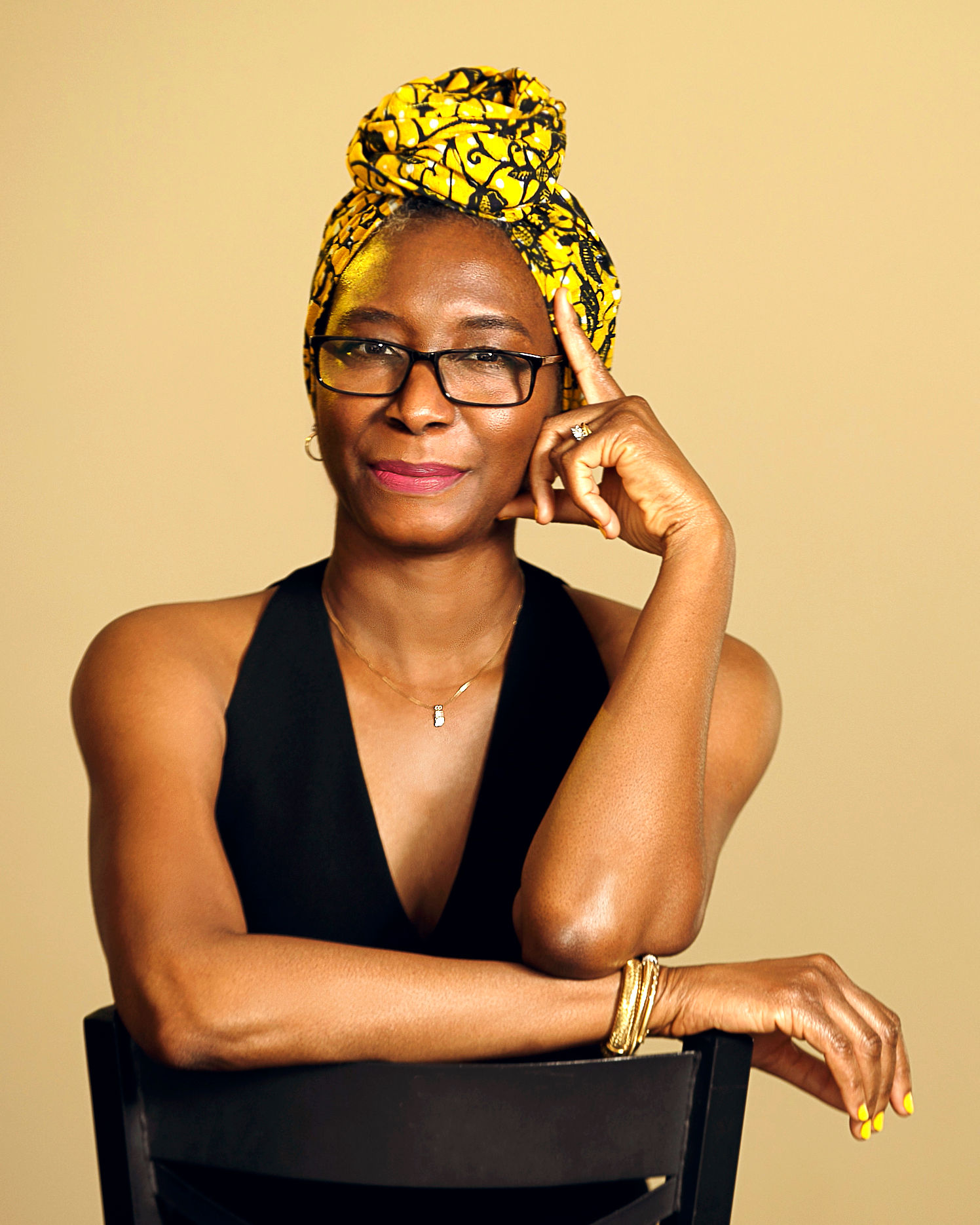
Sefi Atta in 2021

Sefi Atta (Lagos, januari 1964) is een Nigeriaanse schrijfster, woonachtig in de staat Mississippi in de Verenigde Staten.

## Sefi Atta
Atta werd geboren in Lagos, Nigeria en heeft 5 broers en zussen. Atta's vader was Secretaris voor de federale regering. Atta verloor haar vader op achtjarige leeftijd. Voor haar studie verhuisde ze naar Engeland om daar in 1985 af te studeren aan de Universiteit van Birmingham. Ze studeerde verder in de Verenigde Staten waar ze een publiek accountant werd (CPA). Atta volgde de cursus creatief schrijven aan de Antioch Universiteit in Los Angeles en heeft sindsdien boeken, artikelen, essays en korte verhalen gepubliceerd. Haar Afrikaanse onderneming Atta Girl heeft veel succes met het programma Care To Read; dit is een fonds om op diverse plekken in Nigeria lezingen en colleges mogelijk te maken.

## Werk
Veel van Atta's werk is gepubliceerd in literaire tijdschriften. Haar werk is vertaald en wordt in vele landen gelezen. Naast haar werk als auteur bewerkt en schrijft ze scenario's voor toneel en film en schrijft ze hoorspellen voor de radio. Atta fungeert vaak als jurylid bij literaire prijzen en wordt daarnaast als schrijver in residentie gevraagd door (internationale) universiteiten.

### Romans
- A Bit of Difference (2013)
- Swallow (2010)
- De Tuin van Gebroken Geluk (Rainbow, 2005)

### Korte verhalen
- News from Home (2010)

### Toneel
- Last Stand (2014)
- An Ordinary Legacy (Muson, 2012)
- Hagel auf Zamfara (Krefeld, Duitsland, 2011)
- The cost of Living (2011)

## Prijzen
- 2009 Noma Award voor het publiceren in Afrika
- 2006 Wole Soyinka Prijs voor Literatuur
- 2005 PEN International David TK Wong Prijs
- 2004 Mississippi Kunst Commissie, toekenning
- 2004 BBC African Performance, 2e prijs
- 2003 Red Hen Press, onderscheiding voor beste korte verhaal